# Osu Sukam
Datuk Seri Osu bin Haji Sukam war der 12. Ministerpräsident des Bundesstaats Sabah.
Er folgte 1999 Bernard Dompok nach und blieb bis 2001 im Amt. Osu, ein Bajau kam durch das damals angewandte Rotationsprinzip ins Amt und repräsentierte die muslimischen Bumiputeras von Sabah. 2001 wurde er durch Chong Kah Kiat ersetzt. 

## Leben
Bis zum 14. Juli 2005 war er ein Mitglied der regierenden Partei United Malays National Organization (UMNO), musste dann aber wegen seiner im Ritz Hotel Casino in London und anderen Spielkasinos angehäuften Spielschulden in Höhe von 1,8 Millionen USD zurücktreten. Osu verblüfft durch seine Ähnlichkeit mit Roland Lee Gift, dem  Leadsänger der Popgruppe Fine Young Cannibals.

## Spielschulden
Nach einem Richterspruch des High Court in England darf das Ritz Hotel London die durch Osu angehäuften Schulden eintreiben. Um seine Ansprüche auch in Malaysia durchsetzen zu können, versuchte das Kasino im Juli 2005 den Richterspruch am Obersten Gerichtshof von Sabah und Sarawak geltend zu machen. Der Oberste Gerichtshof in Kota Kinabalu ließ die Klage allerdings aus Gründen der Staatsräson nicht zu. 2007 entschied das Appellationsgericht jedoch zu Gunsten der Kläger.